# Radical 28
Le radical 28 (厶), qui signifie privé, est un des 23 des 214 radicaux chinois répertoriés dans le dictionnaire de Kangxi composés de deux traits.
Le caractère Unicode de 厶 est 53B6.

## Caractères avec le radical 28
| nombre de traits          | caractères |
| ------------------------- | ---------- |
| Sans trait supplémentaire | 厶         |
| 2 traits supplémentaires  | 厷 厸 厹   |
| 4 traits supplémentaires  | 厽         |
| 5 traits supplémentaires  | 厾 县 私   |
| 6 traits supplémentaires  | 叀 叁 参   |
| 9 traits supplémentaires  | 參 叄      |
| 10 traits supplémentaires | 叅         |
| 11 traits supplémentaires | 叆         |
| 13 traits supplémentaires | 叇         |